# 加里寧格勒木偶劇場

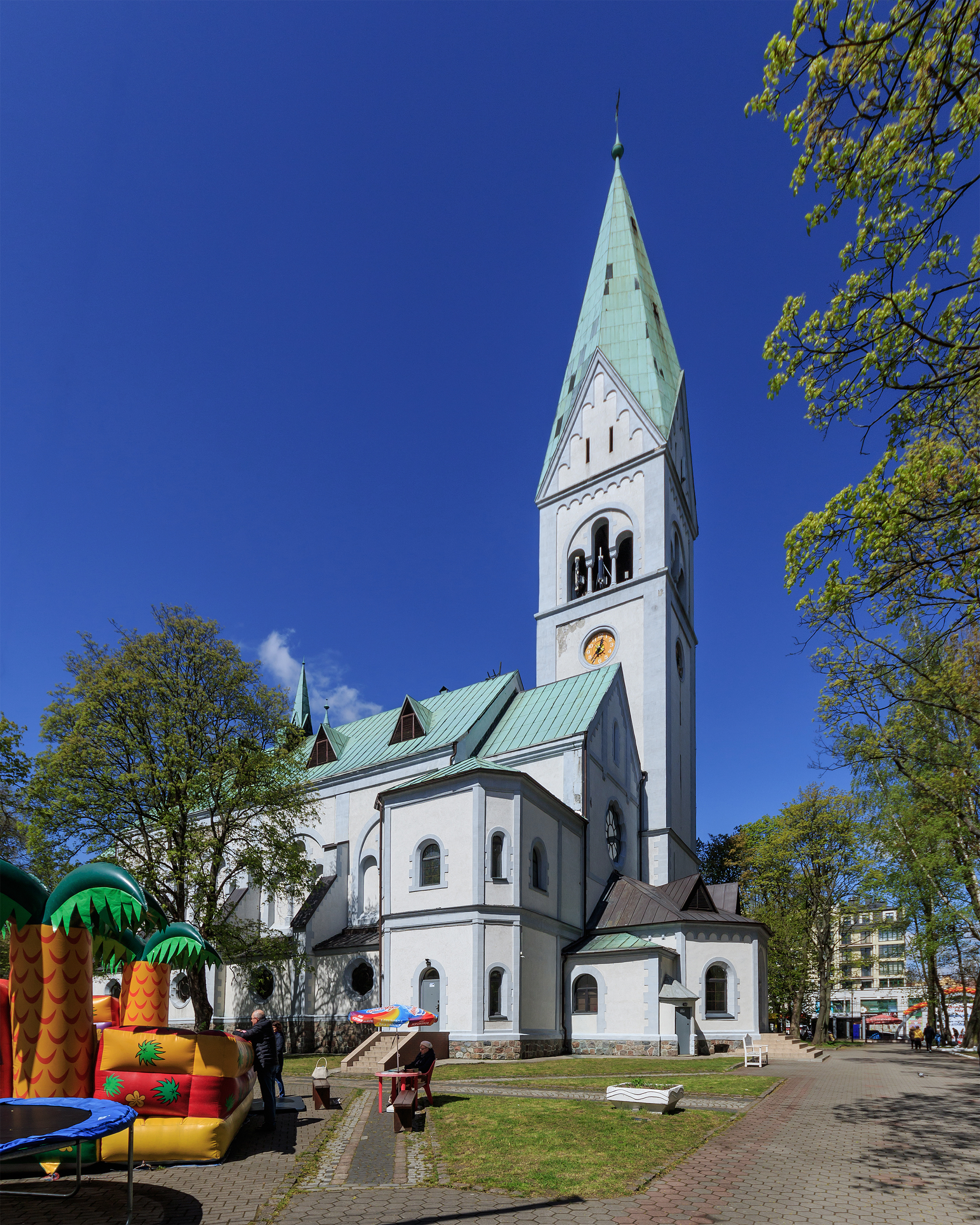
加里寧格勒木偶劇場

加里寧格勒木偶劇場（俄语：Калининградский кукольный театр）是俄羅斯城市加里寧格勒的一座木偶劇劇場。

## 历史
該建築在修建於柯尼斯堡時期，曾是一座新教教堂。二戰期間，該建築曾遭到嚴重損壞，但在1976年得到修復。
54°43′10″N 20°28′33″E / 54.71944°N 20.47583°E